# Соколовский, Денис Михайлович
Денис Михайлович Соколовский (укр. Денис Михайлович Соколовський; род. 26 марта 1979, Донецк) — украинский футболист, полузащитник.

## Биография
Начал профессиональную карьеру в «Шахтёре» из Макеевки. После попал в донецкий «Металлург». Начал выступать за «Металлург-2». В основе «Металлурга» дебютировал 26 июля 1998 года в матче против запорожского «Металлурга» (0:0), Соколовский вышел на 83 минуте вместо Андрея Покладка.
В декабре 1999 года подписал контракт с греческим «Паниониосом». В команде провёл полтора сезона после чего покинул клуб.
После выступал в Польше за «КП Полице», зимой 2002 года перешёл в щецинскую «Погонь». В Экстраклассе дебютировал 2 марта 2002 года в выездном матче против «Катовице» (1:0). В Польше не заиграл из-за полученной травмы, выбившей его из строя на 6 месяцев.
Летом 2002 года вернулся на родину, в клуб «Ворскла» из города Полтава. После играл за киевскую «Оболонь», кировоградскую «Звезду», «Олимпию ФК АЭС» и «Кривбасс» из Кривого Рога.
Зимой 2005 года перешёл в азербайджанский «Карабах» из Агдама, в команде вместе с ним играл другой украинец Сергей Кравченко.
Вскоре снова вернулся на Украину где выступал за сумский «Спартак». Зимой 2007 года перешёл в «Крымтеплицу» из Молодёжного. В команде стал игроком основного состава.
Весной 2008 года перешёл на правах свободного агента в донецкий «Титан». Зимой 2009 года побывал на просмотре в одном из клубов Финляндии. В 2009 году начал выступать за любительскую команду «Славхлеб». Вместе с командой стал бронзовым призёром чемпионата ААФУ. В 2013 году играл за донецкий «Рубин».
С 2018 года Главный тренер академии футбола «Динамо» (Дубай).

## Личная жизнь
Денис — сын известного игрока донецкого «Шахтёра» Михаила Соколовского. Денис с пяти лет болеет за итальянский «Милан».